# Metropolia dell'Udmurtia

Localizzazione dell'Udmurtia nella federazione russa.

La metropolia dell'Udmurtia (in russo Удмуртская митрополия?) è una delle province ecclesiastiche che costituiscono la Chiesa ortodossa russa.
Istituita dal Santo Sinodo il 26 dicembre 2013, comprende l'intera Repubblica udmurta nel circondario federale del Volga.
È costituita da 3 eparchie:
- Eparchia di Iževsk
- Eparchia di Glazov
- Eparchia di Sarapul

Sede della metropolia è la città di Iževsk, il cui eparca ha il titolo di "Metropolita di Iževsk e Udmurtia".